# Titus Buberník
Titus Buberník   (Pusté Úľany, 12 d'octubre de 1933 - 27 de març de 2022) fou un futbolista eslovac de la dècada de 1960.
Fou 23 cops internacional amb la selecció txecoslovaca amb la qual participà en la Copa del Món de Futbol de 1958 i a la Copa del Món de Futbol de 1962.
Pel que fa a clubs, defensà els colors de SK Slovan Bratislava, FC Košice i CH Bratislava.